# Bataille d'Abraq
Pour un article plus général, voir Guerres d'apostasie.
Guerres d'Apostasie
Batailles
- Bataille de Dhu al-Qassah
- Bataille d'Abraq
- Bataille de Buzakha
- Bataille de Ghamra
- Bataille de Naqra
- Bataille de Zafar
- Bataille de Daumat-ul-Jandal
- Bataille de Dibba
- Bataille d'Al-Yamama
- Bataille de Nujair

La bataille d'Abraq se déroule dans l'aire d'Abraq, située à environ 8 km au nord d'Al Hinakiyah (en), dans la région de Nejd, au centre-ouest de l'Arabie Saoudite, à la mi-Août 632. Elle oppose les forces du Califat Rachidun dirigées par le calife Abou Bakr As-Siddiq à celles des tribus arabes rebelles dirigées, selon Agha Ali Ibrahim Akram, par le général Hibal ibn Khuwailid,.
Cette bataille victorieuse pour le Califat Rachidun marque la fin des opérations défensives pour Médine, le début de la planification à grande échelle des offensives dans toute la péninsule arabique par Abou Bakr as-Siddiq,,, ainsi que le regroupement des vaincus, fuyant la bataille, en une seule force homogène à Buzakha,,.

## Contexte

### Situation après la bataille de Dhu al-Qassah
À la suite de leur défaite à la bataille de Dhu al-Qassah, plusieurs tribus arabes rebelles se retournèrent violemment contre leurs compatriotes restés fidèles à l'Islam, en les assassinant,,

Après avoir pris connaissance de l'issue de la bataille, des tribus arabes vivant à proximité de Médine clarifièrent leur position neutre. De nombreuses tribus envoient des délégations à Médine, prêtant allégeance aux autorités et paient la Zakât,,, tandis que les tribus opposées à l'Islam déclarent ouvertement leur apostasie. La situation est ainsi clairement définie subséquemment, la zakât commença à arriver à Médine la nuit même, apportée successivement par Safwan bin Safwan ibn Tamimi puis, par Al-Zabarqan Bin Badr (ar) pour enfin terminé sur Addy ibn Hatim. Safwan bin Safwan ibn Tamimi arrive au début de la nuit, Al-Zabarqan Bin Badr au milieu de celle-ci, et Addy ibn Hatim à la fin.

Quelques jours plus tard, le 4 août 632, l'armée d'Usama ibn Zayd regagna Médine à l'issue d'une expédition réussie,,.

Le butin obtenu lors de cette expédition, combiné à la zakât, contribua à renforcer les finances du Califat Rachidun, fournissant ainsi une assise financière solide pour répondre aux besoins militaires face aux adversaires du Califat Rachidun,.

## Déroulement

### Forces en présence

#### Califat Rachidun
Les effectifs du Califat Rachidun lors de la bataille d'Abraq restent encore inconnus. Toutefois, les informations disponibles indiquent qu'elles étaient en infériorité numérique par rapport aux tribus rebelles.

#### Tribus arabes rebelles
Les effectifs des tribus rebelles restent encore à ce jour inconnus, mais il est établi qu'elles étaient plus nombreuses que les forces du Califat Rachidun, et les tribus ayant participé à la bataille sont clairement identifiées, à savoir :

| Banu Asad (en) | - Banu Ghatafan - Banu Dhubyan (en), - Banu Abs, | Tayy             |
| Banu Hawāzin   | - Banu Kinanah - Banu Bakr ibn Abd Manat (en) ,  | Banu Subay' (en) |

### Pré-Bataille

#### Selon Agha Ibrahim Akram
D'après le récit d'Agha Ibrahim Akram dans son ouvrage Khalid Bin Al-Waleed : Sword Of Allah, après la bataille de Dhu al-Qassah, Abou Bakr As-Siddiq décida de retarder une offensive générale afin de permettre à l'armée d'Usama ibn Zayd de se reposer et de se rééquiper,,,. Pendant ce temps, il s'employa à former une nouvelle armée à Médine,. Bien que cette force fût rassemblée rapidement, elle commençait à prendre l'apparence d'une véritable armée. Abou Bakr As-Siddiq envisagea alors de lancer une campagne contre les tribus arabes rebelles rassemblés à Abraq et se prépara à la guerre,,.
Lorsqu’il annonça son intention de diriger personnellement l'armée, des musulmans tentèrent de le dissuader : 

« Que Dieu te bénisse, calife du Messager de Dieu ! Ne mets pas ta vie en danger en dirigeant l'armée en personne. Si tu devais être tué, cela perturberait l'ordre des choses. Nommes-en un autre pour commander l'armée. Ensuite, s'il est tué, tu pourras en nommer un autre,,,. »

Abou Bakr As-Siddiq, déterminé, considéra qu'il n'y avait pas de meilleure manière d'inspirer ses troupes que de leur montrer l'exemple directement. Il répondit : 

« Non, par Allah ! Je ne ferai pas cela. Je ne vais pas troubler les autres avec mon fardeau,,. »

Sous sa direction, l'armée se mit en marche vers Dhu al-Qassah,,,,,, où elle fut rejointe par Al-Nu'man ibn Muqrin (en),.

Abdullah ibn Muqrin, Suwaid ibn Muqrin (ar) et Al-Nu'man ibn Muqrin réoccupèrent les positions stratégiques dans l'armée que durant la bataille de Dhu al-Qassah : l'aile droite sous le commandement d'Al-Nu'man ibn Muqrin, l'aile gauche sous Abdullah ibn Muqrin, et l'arrière-garde sous Suwaid ibn Muqrin. Après être arrivés à Dhu al-Qassah, l'armée se dirigea ensuite vers Abraq,,. Nous sommes alors à la deuxième semaine d'août 632 apr. J.-C., correspondant à la troisième semaine de Joumada al-oula de l'an 632 apr. J.-C.,.

#### Selon Muhammad ibn Jarir al-Tabari
Dans son ouvrage The History of al-Tabari Vol. 10 : The Conquest of Arabia, Muhammad ibn Jarir al-Tabari rapporte qu'après la bataille de Dhu al-Qassah, Abou Bakr As-Siddiq ordonna aux troupes d'Usama ibn Zayd de se reposer, puis laissa la charge de Médine à Usama ibn Zayd,,,, il dit :

« Reposez-vous, et reposez vos montures. »

Il prépara ensuite une nouvelle expédition contre les tribus rebelles à Abraq,. Plusieurs compagnons, inquiets pour sa sécurité, lui dirent :

« Ô Calife du Messager de Dieu, nous te supplions par Dieu de ne pas t'exposer à la bataille, car si tu étais frappé, il n'y aurait plus d'ordre parmi les gens. Ce serait plus difficile pour l'ennemi si tu restais ici. Envoie donc un homme à ta place ; s'il est frappé, tu pourras en désigner un autre pour le commander,,,. »

Abou Bakr As-Siddiq, déterminé, refusa fermement cette proposition et répondit :

« Non, par Allah ! Je ne le ferai pas ; je vais vous montrer l'exemple moi-même,,. »

Il conduisit ensuite son armée vers Dhu al-Qassah,,,,, avec Abdullah ibn Muqrin et Suwaid ibn Muqrin (ar) occupant leurs positions habituelles : Abdullah ibn Muqrin commandait le flanc gauche et Suwaid ibn Muqrin l'arrière-garde. Quant au troisième frère, Al-Nu'man ibn Muqrin (en), il avait été laissé à Dhu al-Qassah pour y maintenir sa position.
L'armée continua ensuite sa marche vers Abraq,,.

### Bataille

#### Selon Agha Ibrahim Akram
À leur arrivée à Abraq, les forces du Califat Rachidun découvrirent que les tribus arabes rebelles étaient déjà en position de combat. Abou Bakr As-Siddiq déploya rapidement son armée et lança une offensive contre les insurgés,.
Le moral des rebelles à Abraq fut affecté par l'arrivée des survivants de la bataille de Dhu al-Qassah, récemment vaincus, ce qui affaiblit leur volonté de poursuivre la rébellion. Bien qu'ils soient numériquement supérieurs, les rebelles tinrent quelque temps avant de se disperser et de fuir vers Buzakha,, où Tulayha ibn Khuwaylid (en) avait établi sa base après son départ de Samira (ar),,.
Cette victoire marqua un nouvelle victorie pour le Califat Rashidun,,,.

#### Selon Muhammad ibn Jarir al-Tabari
Abu Bakr As-Siddiq se rendit à Al-Rabadha (en), où il rencontra les Banu Abs, les Banu Dhubyan (en), ainsi qu'un groupe de Banu Bakr ibn Abd Manat (en). Ils s'affrontèrent ensuite à al-Abraq,,. Al-Harith ibn Fulan, membre des Banu Subay' (en), et Awf ibn Fulan ibn Sinan furent tués au cours du combat,,, tandis qu'Al-Hutay'ah (en) fut fait prisonnier,,. Les tribus des Banu Abs et Banu Bakr ibn Abd Manat prirent la fuite,,,, marquant ainsi la défaite des tribus arabes rebelles,,,,.

À propos de la bataille d'Abraq, Ziyad ibn Hanzalah al-Tamimi déclara : 

« Combien de batailles avons-nous livrées à al-Abraq contre les Dhubyan en furie ? Nous leur avons infligé une lourde défaite avec l'aide du Véridique,. »

### Post-Bataille

#### Selon Agha Ibrahim Akram
Après la bataille, Abou Bakr As-Siddiq déploya plusieurs colonnes de l'armée pour pacifier les régions environnantes,. Des impôts furent collectés à la suite de ces opérations, et les clans repentants offrirent des cadeaux, qui furent acceptés.
Le lendemain, le calife quitta Abraq pour revenir à Médine,,.

#### Selon Muhammad ibn Jarir al-Tabari
Après la bataille, Abou Bakr As-Siddiq resta quelques jours à Abraq. Les Banu Dhubyan (en), qui dominaient la région, furent dépossédés de cette terre après qu'Abou Bakr As-Siddiq déclara :

« Il est désormais interdit aux Banu Dhubyan de contrôler cette région, puisque Dieu nous l'a donnée comme butin,,. »

Abraq fut alors réservé pour les chevaux des musulmans, tandis que le reste du territoire d'Al-Rabadha (en) fut transformé en pâturage pour le peuple,,.
Après la défaite des rebelles arabes, les Banu Tha'labah (en) tentèrent de revenir s'installer sur ce territoire, mais en furent empêchés,. Ils se rendirent alors à Médine pour protester, affirmant que cette terre leur appartenait et demandant :

« Pourquoi nous empêche-t-on de camper dans notre pays ?, »

Abou Bakr As-Siddiq leur répondit :

« Vous mentez ; ce n'est pas votre terre, mais un don qui m'a été rendu après avoir été volé,. »

Il refusa leur demande et ne leur accorda aucune faveur,.

## Bilan & Conséquences

### Bilan
Bien que numériquement supérieurs, les tribus arabes rebelles étaient affaiblis de poursuivre la rébellion, en raison de la défaite des leurs à la bataille de Dhu al-Qassah.
La stratégie d'Abou Bakr As-Siddiq, alliant une attaque directe et des manœuvres habiles, permit de désorganiser les forces des rebelles arabes, entraînant la fuite de certaines tribus ainsi que la victoire pour le Califat Rachidun.

### Conséquences
La bataille livrée contre les tribus rebelles à Abraq avait pour objectif principal de prévenir toute menace contre Médine et de dissuader les tribus arabes rebelles de lancer de nouvelles offensives.

Une autre conséquence de cette victoire fut qu'Abou Bakr As-Siddiq entama la préparation d'une campagne majeure à travers toute la péninsule arabique afin de rétablir le contrôle du Califat Rachidun sur l'ensemble de la région,,.

De plus, les terres d'Abraq, autrefois sous le contrôle de la tribu des Banu Dhubyan (en), furent confisquées par Abou Bakr As-Siddiq et transformées en pâturage pour les animaux de l'État,,.

Enfin, les tribus rebelles mises en déroute se rassemblèrent autour de Tulayha ibn Khuwaylid (en) à Buzakhah,,.